# Agujaceratops
Agujaceratops (лат.) — род птицетазовых динозавров из семейства цератопсид, живших во времена верхнемеловой эпохи (83,6—66,0 млн лет назад) на территории современных США. Окаменелости были найдены в округе Брустер штата Техас, в формации Агуха (Aguja Formation). Выделен палеонтологами Лукасом, Салливаном и Хантом в 2006 году. Типовой вид Agujaceratops mariscalensis.
Первоначально Лехманом в 1989 году был описан по голотипу P.37.3.086 UTEP как Chasmosaurus mariscalensis. Однако позже, в 2006 году, был рекомбинирован в Agujaceratops mariscalensis Лукасом и коллегами.
В 2016 году Лехман, Вик и Барнес описали второй вид, Agujaceratops mavericus.